# Puryear
Puryear és una població dels Estats Units a l'estat de Tennessee. Segons el cens del 2000 tenia 667 habitants.

## Demografia
Segons el cens del 2000, Puryear tenia 667 habitants, 284 habitatges, i 191 famílies. La densitat de població era de 283 habitants/km².
Dels 284 habitatges en un 26,8% hi vivien nens de menys de 18 anys, en un 53,9% hi vivien parelles casades, en un 9,5% dones solteres, i en un 32,7% no eren unitats familiars. En el 27,5% dels habitatges hi vivien persones soles el 14,1% de les quals corresponia a persones de 65 anys o més que vivien soles. El nombre mitjà de persones vivint en cada habitatge era de 2,27 i el nombre mitjà de persones que vivien en cada família era de 2,73.
Per edats la població es repartia de la següent manera: un 19,8% tenia menys de 18 anys, un 8,7% entre 18 i 24, un 26,8% entre 25 i 44, un 22,9% de 45 a 60 i un 21,7% 65 anys o més.
L'edat mediana era de 41 anys. Per cada 100 dones de 18 o més anys hi havia 91,1 homes.
La renda mediana per habitatge era de 28.750 $ i la renda mediana per família de 36.042 $. Els homes tenien una renda mediana de 22.315 $ mentre que les dones 20.481 $. La renda per capita de la població era de 17.131 $. Entorn del 7,4% de les famílies i el 10,8% de la població estaven per davall del llindar de pobresa.

## Poblacions més properes
El següent diagrama mostra les poblacions més properes.